# Amieva
Amieva és un conceyu de la Comunitat Autònoma del Principat d'Astúries. Limita al nord amb Parres, al sud amb Posada de Valdeón i Sajambre (Província de Lleó), a l'est amb Cangues d'Onís i a l'oest amb Ponga. També és el nom d'una parròquia del concejo. La capital és Sames. És travessat pel riu Sella.

## Història

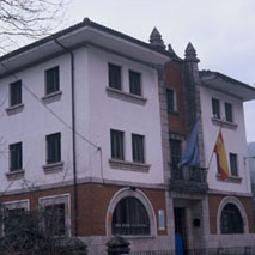
Vista de l'Ajuntament d'Amieva

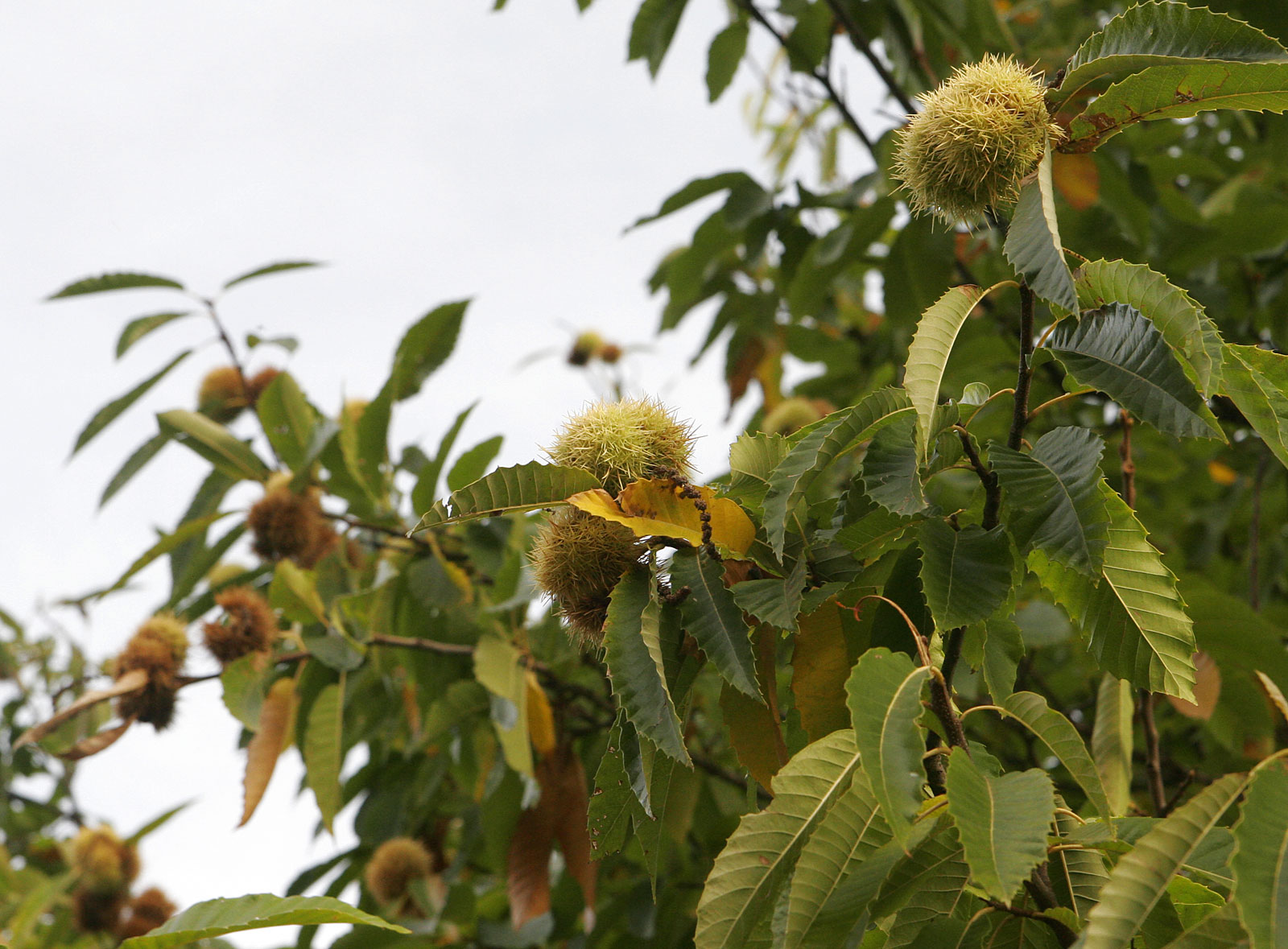
Castanyer ple de canstanyes

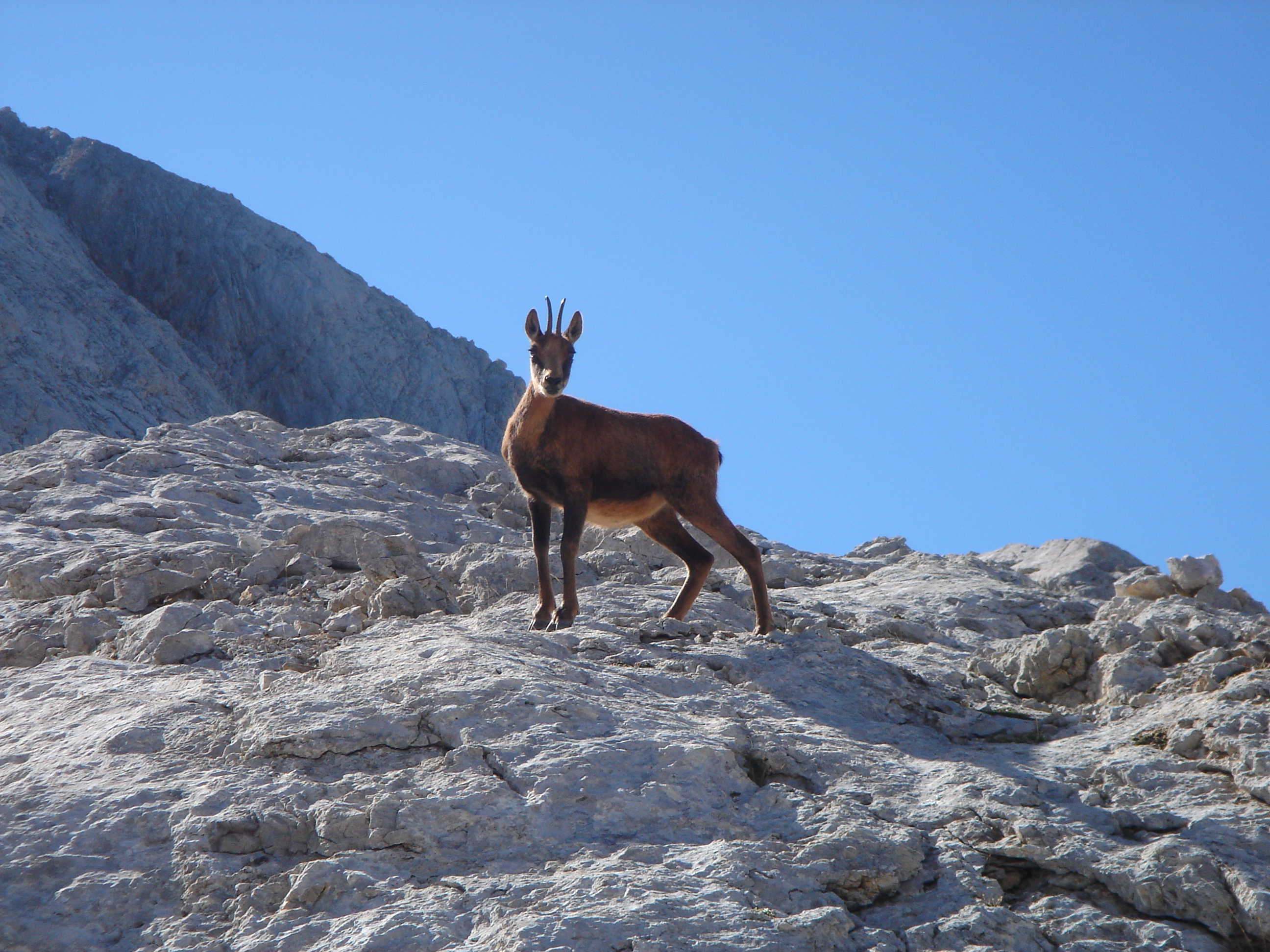
Rebeco als Pics d'Europa.

### Prehistòria
La seva riquesa arqueològica no és gaire extensa degut principalment a la seva orografia que feia més desitjable per als primers colonitzadors les regions més baixes en les quals sí que es troben abundants restes prehistòriques, però sí que ens permet constatar presència humana en el Paleolític superior a la part alta del Sella. Així a la cova de Collubil a la rodalia de Campurriondi, els estris aquí trobats comprenen a la indústria lítica i òssia del període Paleolític.
Els primers cicles metal·lúrgics apareixen representats pel dolmen de Mián en Sames, desgraciadament desaparegut per la desafortunada intervenció de Sebastián de Soto Cortés, del que es conserven només dos destrals fabricats en pedra polida en el Museu Arqueològic d'Oviedo, a causa de l'afany col·leccionista que imperava en l'època, aquest dolmen sol relacionar-se amb uns altres dos de l'orient asturià: els dòlmens de Abamia i Santa Creu en Cangues d'Onís.
A l'edat de ferro, hi ha escassetat de poblats fortificats, el que anomenem castres. Ni un de sol no ha estat localitzat, però fonts diverses semblen confirmar que aquest territori, va estar habitat per pobles preromans-càntabres i asturs de la tribu dels vadinienses, a l'entorn de les valls. La conquesta romana va tenir en aquesta comarca més conseqüències militars que geoestratègiques.

### Edat mitjana
En el període altmedieval apareix, més ben definit el territori del concejo, tenint diversos documents que el proven com la documentació medieval del monestir lleonès de Sahagún, on s'al·ludeix en el segle x a una via de comunicació que unia les terres d'Amieva amb la Meseta. Això ho confirma també els privilegis que el rei Alfons VII de Lleó va atorgar a favor d'una albergueria al port de Pontó i la construcció del pont de pedra sobre el riu Dobra.
Amieva, apareix ja en la catorzena centúria plenament consolidada, com un dels concejos asturians, així apareix entre el grup de concejos que es va unir a la causa del rei Pere I de Castella, amb diversos municipis lleonesos.
Tota aquesta falta de documentació, en part va ser deguda que en un medi rural d'aquest tipus, el sector predominant va ser el ramader, cosa que contribueix a dificultar el seguiment documental que a diferència de l'edat moderna està molt millor documentat, en part gràcies al cadastre del Marquès de la Cala, realitzat el 1752 en el que constata aquest concejo com predominantment d'abrupta orografia. El terreny conreat en aquesta època era només el 7,2%, mentre el 12,5% es dedicava a pastures. Aquestes pastures eren comunals del municipi, repartides entre l'alt i baix Amieva, i servien d'aliment al bestiar, ja en aquella època era la principal font de riquesa. Aquest aprofitament mancomunat de les pastures no va ser exempt d'enfrontaments i plets, al segle xv hi ha una disputa amb els concejos lleonesos de Valdeón i Sajambre, vigents encara fins ben entrat el segle xx.
Com entitat municipal Amieva es va presentar a la Junta General celebrada en 1504 al convent d'Oviedo de San Francisco, per donar possessió al nou corregidor do Fernando Álvarez de Toledo. Dels càrrecs que apareixen esmentats aquest any podem incloure dos jutges (un plebeu i un altre noble) encarregats d'impartir justícia en el concejo a designació de l'ajuntament que estava compost al seu torn per quatre regidors vitalicis i a un alferes gran.
En el segle xvi, l'ajuntament estava governat per quatre regidors pertanyents a les famílies més poderoses del concejo, García de Paraya, Blanc de Sebarga, Martínez i Sobrecueva (d'Argolibio) i Vega i Costa (de Sames). L'alferes era pertanyent als Cirieño.
El 1752 els càrrecs de regidors requeien sobre Juan González de Carbes, José de Cangas Posada, Cosme González, Gonzalo Cirieño, sent alferes gran Manuel Antonio Noriega de Parres.
La casa consistorial estava a Sames, la capital del concejo, però anteriorment l'Ajuntament va estar al lloc d'Amieva, del qual pren el seu nom del concejo. A la localitat de Cirieño es conserva el record de què el casalot edifici del segle xv va ser utilitzat com a jutjat i on eren elegits al segle xvii els procuradors del concejo.

### Seglexixen endavant
Amb la Guerra de la Independència, joves del concejo es van integrar al regiment de Cangues d'Onís, que es va ocupar de la defensa del port de Baeza, tant durant la primera, com en la segona invasió, no aconseguint mai França un control efectiu d'aquest territori.
Al segle xix, el principal suport del concejo era el bestiar boví, ja que amb prou feines hi havia industrialització, la qual cosa va començar a provocar l'emigració a ultramar, portant-se joves a Cuba, Argentina, Veneçuela, etc. Un element clau per a les millores de la comunicació, va ser la construcció de la carretera del Pontón a Arriondas, via aquesta que seguia el curs del Sella. Al marge d'aquesta carretera va quedar la capital Sames el que unit a la ruïna del vell edifici de l'Ajuntament, va fer el seu trasllat a Precendi, per on discorria la via que és on es troba actualment.
Iniciada la Guerra Civil, la senda del port de Baeza i la carretera del Pontón, vies d'unió entre Cangues d'Onís i Lleó es convertiran en passos estratègics.
En l'actualitat Amieva té com a principal activitat econòmica la ramaderia, l'agricultura i l'explotació forestal. Avui en dia comença a ser un destacat centre de turisme rural.

## Geografia
El concejo és travessat de nord en sud per la carretera N-625 i està a 82 quilòmetres de la capital del Principat. Reguen aquest territori les aigües del Sella en el curs del qual conflueixen el riu Ponga i el riu Dobra. El Sella i el Ponga configuren fèrtils valls, mentre que el Dobra descendeix encaixonat. En el concejo s'ubica el Monument Natural Red de Toneyu.
Aquest concejo està configurat per profunds congosts al costat de grans boscos que li atorguen una gran bellesa natural. Es conserven grans boscos autòctons: freixes oms salzes, etc., que creixen al caire dels rius, segons es va ascendint apareixen els castanyers i rouredes. A l'est del Dobra s'orienten les primeres estivacions del Massís Occidental dels Pics d'Europa que està inclòs en el Parc Nacional de Picos de Europa, on es localitza la cota més alta de l'Amieva, la Torre del Mediu de 2.467 metres i la Pica Rezo de 1.964 metres.

## Parròquies
El concejo d'Amieva està format per cinc parròquies:
- Amieva
- Mian
- San Román
- Samartín
- Sebarga

## Evolució demogràfica
La seva població va estar marcada per la seva evolució demogràfica, on cal destacar una sèrie de causes que l'han marcat, com per exemple la severitat de seu mitjos de muntanya, que encara que està recorregut per una via de comunicació amb l'Altiplà, és una de les menys freqüentades. Una altra causa és el seu aïllament respecte a dos eixos principals i això, unit a les seves seques superfícies per a l'aprofitament agrícola i la inexistència d'altres activitats que no sigui la ramaderia, ha desembocat a poc a poc en un gran declivi demogràfic.
Amieva compta en l'actualitat amb una població molt inferior a la de començaments de segle, marcant-se aquesta reducció en les dues terceres parts de la seva població. Si en 1900 aquest concejo tènia 2.669 habitants, el 1960 el concejo comptava tan sols amb 958 habitants a causa d'una gran pressió interior, que incita a l'emigració amb destinació a ultramar fins i tot 1930, canviant després de direcció cap Europa i més tard cap al centre d'Astúries, i tenint en l'actualitat una xifra poblacional de 883 persones. Aquesta sortida de la població jove, en especial de dones, ha distorsionat la seva piràmide demogràfica, amb majoria masculina i un alt nivell d'envelliment que es troba entre el més alt de la regió, implicant una caiguda de la natalitat i un creixement de la mortalitat, tenint a més una feble estructura econòmica.

## Economia
Les principals activitats econòmiques són la ramaderia per les seves extenses pastures comunals, l'agricultura, per les seves fèrtils hortes i l'explotació forestal. Totes elles del sector primari.
El seu sector industrial és menys significatiu, car genera poc treball, només el 16,26%, gràcies a la producció d'electricitat de la CIA Saltos del Dobra: Presa de la Jozica, Central de Restaña i Central de Distribució a Camporriondi.
El seu sector serveis es limita a algunes entitats comercials i instal·lacions hoteleres orientades al turisme rural. Tot això ha fet que la seva població estigui repartida en nuclis petits, que es reparteixen de forma diversa a les zones de la vall del Sella.

## Política
Actualment governa el forista José Félix Fernández Fernández gràcies a un pacte amb el PP.
| Any  | PSOE | FAC | PP | Total | Alcalde                             |
| ---- | ---- | --- | -- | ----- | ----------------------------------- |
| 2003 | 5    | -   | 2  | 7     | Ángel García García (PSOE)          |
| 2007 | 4    | -   | 3  | 7     | Ángel García García (PSOE)          |
| 2011 | 3    | 3   | 1  | 7     | José Félix Fernández Fernández (PP) |

## Art
L'arquitectura tradicional és el patrimoni artístic del concejo, estant determinada pel seu marc físic, ja que en ser un concejo de muntanya no hi ha grans construccions, sinó que abunden les esglésies i els casalots. Entre elles destacarem:
L'església de Santa María de Mián, és l'edifici més antic del concejo. De la seva primera etapa preromànica només conserva el seu perímetre, que conforma un edifici de nau única amb capçalera quadrada. Després es va reconstruir a tall de temple romànic, encara que avui en dia amb prou feines és visible a causa d'un incendi. El seu interior manca de decoració, la seva coberta és de volta de canó|gorja, mancant d'il·luminació natural. L'exterior és de caràcter tancat amb murs de maçoneria.
L'església de San Pedro de Vega, de planta rectangular, nau única i capçalera quadrada. A la façana occidental s'obre la portada principal, formada per una arcada de mig punt, remata l'església una voluminosa espadanya de carreus amb dos buits per a campana. Es destaquen els quatre caps angèliques alats, que se situen a les quatre cantonades de l'església. L'interior està modernitzat però respectant l'obra original.
Existeixen també cert nombre de capelles rurals, de modestes dimensions, destacant la de Santiago de Vis, del segle xvi o XVII, amb el seu airós pòrtic recolzat en columnillas de pedra sobre el mur de maçoneria. La de San José de Carenes amb un gran arc de mig punt a la porta, presenta planta rectangular, precedida de porxo de petites dimensions. La de San Antonio a Sina que té en el seu interior un retaule barroc daurat i policromat.
En la seva arquitectura civil es pot destacar.
La casalot de Cirieño d'origen renaixentista dels segles XV-xvi. És un edifici de bloc compacte rectangular, al qual se li han apropat posteriors construccions. La seva façana no està ordenada, presentant un caràcter lliure en la disposició dels elements. Al pis superior s'obre en balcó amb les restes dels suports dels voladissos, franquejats per dues finestres quadrades. Avui en dia la casa fa de graner i està en estat de total abandonament.
La torre de Siña, reprodueix el model d'habitatge de l'arquitectura medieval. És una torre de volum quadrat que presenta tres altures. La part principal és en la planta baixa amb disseny adovellat envoltat d'una motllura, la continuació de la porta és el balcó principal i també envoltat de similars motllures. Sobre el balcó queda el buit de l'escut mobiliari, però encara hi ha un altre petit a prop de la cantonada de la façana. Tot el front està fet en carreu d'acurada talla a diferència de les altres façanes.
La coneguda per casa Peribajo, amb aparença de casalot rural, té el seu origen en una antiga torre baixmedieval. Presenta murs massissos amb escassos vans de tipus saetera, les finestres adovellades estan realitzades amb carreus monolítics. Entre els afegits successius destaca, el corredor de fusta que cobreix l'entrada principal i al qual s'accedeix des de l'exterior de l'habitatge.
La coneguda per casa Fondón, casa rural de planta rectangular, dues altures|alçàries i façana allargada en el que s'obre un corredor de tallat al pis superior. En un costat de la façana queden restes de pintura decorativa, una decoració que ha perdurat a poques cases i que va ser bastant freqüent, als habitatges d'aquesta època. El conjunt es completa amb àmplies dependències, establa i una bonica panera de 14 pegolls de fusta.

## Festes
Entre les festes que se celebren a concejo cal destacar les següents:
- 13 de juny: la Commemoració de Sant Antoni de Sames.
- 20 de juny: San Antoni a Argolibio
- Primer dissabte de juliol: La Santina a Sames.
- 16 de juliol: El Carme a Sames.
- 25 de juliol: Santiago a Vis
- Últim dissabte de juliol: Sant Antoni a Villaverde.
- 9 d'agost, Sant Romà a San Román.
- Últim dissabte d'agost: Sant Roc a Pen.
- 8 de setembre: Nostra Senyora a Amieva.

També se celebren diverses fires i certàmens, com per exemple el certamen de formatges de Los Beyos a Amieva el primer dissabte de juny, dedicat a aquest formatge autòcton.

## Personatges il·lustres
- Cristóbal Ferrado García (1620 - 1673), pintor.
- Bernaldo Alonso, Tarrín (segle xix), escriptor.
- Antonio Llanos Cortés, (1812 - 1871) advocat i arqueòleg.
- José Simón y Torre (1847 - 1909), escriptor i periodista, vicepresident del Centro Asturiano de Madrid.